# 出船精神
出船精神（でふねせいしん）とは、大日本帝国海軍・海上自衛隊の伝統で、いつでも確実、迅速に行動できるよう準備を怠らないようにしようとする精神のこと。船舶の桟橋への係留方向についての用語からきている。
艦船を係留する際、舳先（船首）を港の出入り口（海側）に向けることを出船、陸側に向けることを入船（いりふね）という。港によっては港外で向きを変え、後進で入港するなど手間がかかるが逆に出港は短時間であるため、急な出港の多い軍艦には有利となる。以後の動きをスムーズにするべく事前に用意し、常に使用可能な状態にすることを徹底する精神は多くの海軍で受け継がれており、日本海軍の創設時に大英帝国海軍から教授された。船を直ちに前進させて出港できることから「ようそろの精神」ということもある。
海軍に限らず、消防署において車両の前方を外に向けて駐車する、救急隊が現場に到着した際、運転員が救急車の前を必ず出口に向けて駐車するなど、急を要する職業において広まっている。
海上自衛隊では『出船の精神』と呼ばれ、人員や機材が即使える状態にする心構えが教育されている。なお艦船の入港は発足当初から出船で行われてきたが、エンジンの騒音問題やタグボートの高性能化を踏まえ、近年は入船で入港し港内で向きを変えて出船で係留するのが中心である。